# Sibila libia

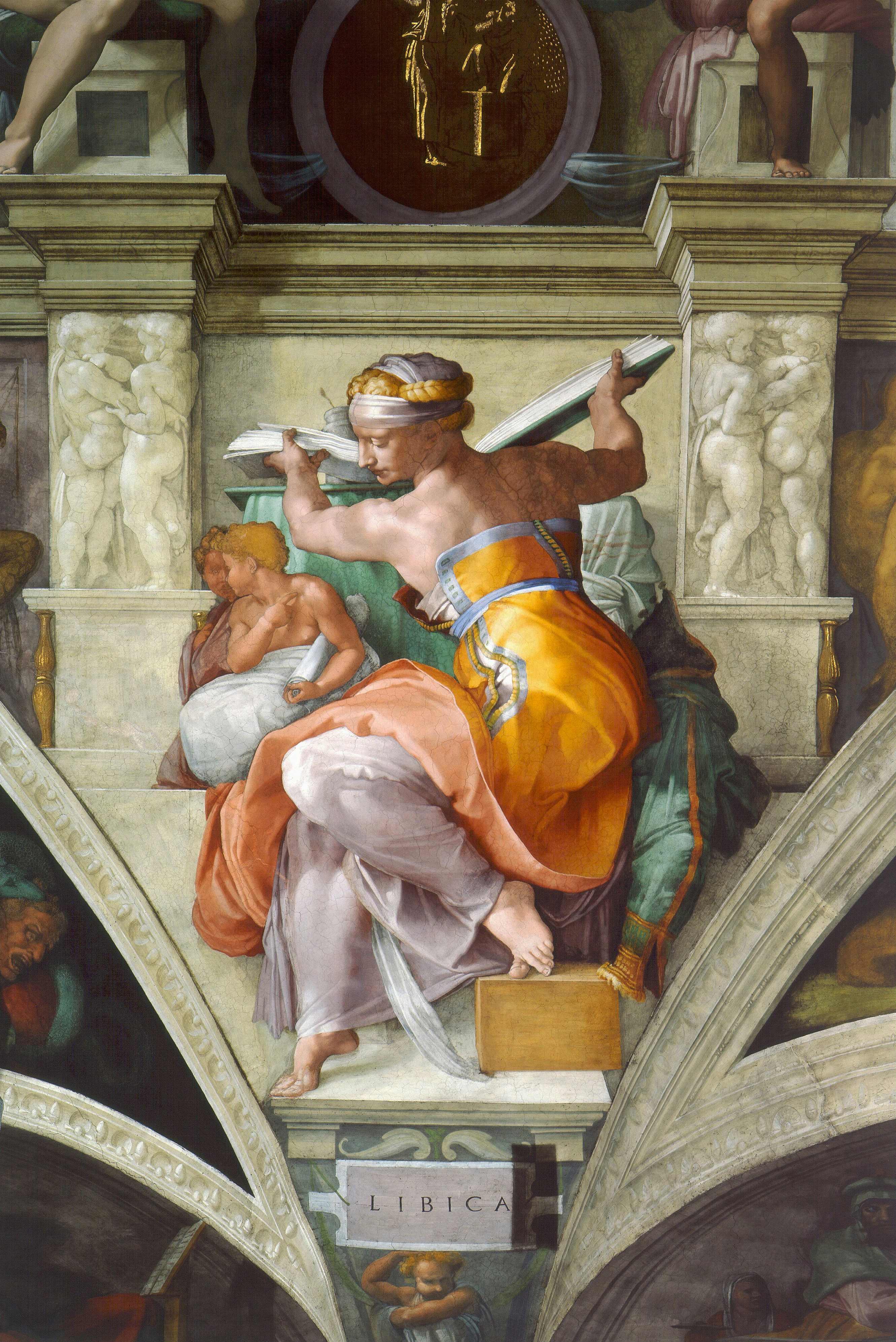
La sibila libia, de Miguel Ángel, en la Capilla Sixtina.

La sibila libia o sibila líbica era la sacerdotisa profética que presidía el oráculo de Zeus Amón (Zeus representado con los cuernos de Amón) en el oasis de Siwa, en el desierto de Libia.
La palabra «sibila» procede, mediante el latín, del griego σίβυλλα sibylla, ‘profetisa’. Había muchas sibilas en el mundo antiguo, pero la sibila libia predijo la «llegada del día en el que todo lo que está oculto será revelado».
En la Descripción de Grecia (x.12.3) de Pausanias, la sibila nombra a sus padres en sus oráculos:

Soy de nacimiento mitad mortal, mitad divina;
Una ninfa inmortal era mi madre, mi padre un comedor de grano;
En la falda del monte Ida de mi madre nací, pero la tierra de padre era la roja
Marpeso, consagrada a la Madre, y el río Aidoneo.

Los griegos decían que era la hija de Zeus y Lamia, una reina libia. Eurípides menciona a la sibila libia en el prólogo de su obra Lamia. Aún más, afirmaban que era la primera mujer que cantó oráculos, vivió la mayor parte de su vida en Samos, y que el nombre «sibila» le fue dado por los libios.
Serapión dice en sus versos épicos que la sibila no dejó de profetizar tras su muerte, y que dejó en el aire palabras propias del oráculo, presagios y augurios, y que su cuerpo se fue transformando en tierra donde crecía la hierba, y que cualquier bestia que la comiese tenía la capacidad de mostrar a los hombres un preciso conocimiento del futuro cuando eran sacrificadas y se analizaban sus entrañas. También piensa que la cara que se ve en la Luna es su alma.
Plutarco cuenta la historia de que Alejandro Magno, tras fundar Alejandría, marchó al oasis de Siwa, y se dice que la sibila le confirmó como personaje divino y como el legítimo faraón de Egipto.